# Elezioni politiche in Italia del 1929
Le elezioni politiche in Italia del 1929 per la nomina dei membri della Camera dei Deputati si svolsero il 24 marzo 1929. Gli elettori potevano solo votare SÌ o NO, per approvare o respingere in toto la lista dei deputati.

## Contesto storico
Con queste elezioni si apre la fase di "normalizzazione" del regime fascista. I deputati non sono più determinati dalla sovranità popolare, ma sono semplice parte dello Stato.

## Diritto di voto

Mussolini al seggio

La legge era basata sul suffragio universale maschile, già previsto sin dal 1912. Il diritto di voto per i soli cittadini maschi era però subordinato al rientrare in una delle seguenti categorie:
- A coloro che pagano un contributo sindacale o sono soci di una società o ente che paghi tale contributo oppure da almeno un anno posseggano azioni nominative di società in accomandita per azioni o di società anonime
- B coloro che pagano almeno 100 lire di imposte dirette allo Stato, alle province o ai comuni
- C coloro che percepiscono uno stipendio, un salario o una pensione a carico dello Stato
- D membri del clero cattolico o di altro culto ammesso dallo Stato

Erano esclusi dal diritto di voto (voto sospeso) i sottufficiali (tranne i marescialli) e i militari di truppa di esercito, marina e aeronautica.
| Compartimento         | Categorie (dati Prefetture) | Categorie (dati Prefetture) | Categorie (dati Prefetture) | Categorie (dati Prefetture) | Categorie (dati Prefetture) | Iscritti nelle liste | Militari esclusi | Iscritti effettivi |
| Compartimento         | A                           | B                           | C                           | D                           | Totale                      | Iscritti nelle liste | Militari esclusi | Iscritti effettivi |
| --------------------- | --------------------------- | --------------------------- | --------------------------- | --------------------------- | --------------------------- | -------------------- | ---------------- | ------------------ |
| Piemonte              | 687 139                     | 152 226                     | 99 035                      | 3 680                       | 942 080                     | 949 771              | 1 970            | 947 801            |
| Liguria               | 216 178                     | 78 196                      | 39 684                      | 1 337                       | 335 395                     | 340 769              | 1 579            | 339 190            |
| Lombardia             | 976 488                     | 265 317                     | 70 525                      | 4 406                       | 1 316 736                   | 1 336 948            | 2 514            | 1 334 434          |
| Venezia Tridentina    | 97 394                      | 40 159                      | 19 424                      | 751                         | 157 728                     | 160 066              | 544              | 159 522            |
| Veneto                | 685 194                     | 191 525                     | 70 828                      | 3 296                       | 950 843                     | 951 644              | 3 721            | 947 923            |
| Venezia Giulia e Zara | 164 405                     | 27 762                      | 30 764                      | 359                         | 223 290                     | 222 858              | 1 511            | 221 347            |
| Emilia                | 577 264                     | 156 645                     | 63 244                      | 2 580                       | 799 733                     | 804 128              | 2 662            | 801 466            |
| Toscana               | 575 887                     | 90 167                      | 78 408                      | 3 186                       | 747 648                     | 748 675              | 2 882            | 745 793            |
| Marche                | 199 658                     | 46 809                      | 23 393                      | 1 179                       | 271 039                     | 272 309              | 1 082            | 271 227            |
| Umbria                | 118 842                     | 25 360                      | 16 348                      | 721                         | 161 271                     | 161 381              | 1 141            | 160 240            |
| Lazio                 | 288 293                     | 85 740                      | 89 022                      | 2 386                       | 465 441                     | 469 626              | 4 281            | 465 345            |
| Abruzzi e Molise      | 273 339                     | 55 705                      | 27 282                      | 1 122                       | 357 448                     | 357 837              | 1 848            | 355 989            |
| Campania              | 594 441                     | 119 756                     | 65 856                      | 4 209                       | 784 262                     | 788 332              | 3 896            | 784 436            |
| Puglie                | 348 527                     | 93 035                      | 51 144                      | 1 703                       | 494 409                     | 496 045              | 2 714            | 493 331            |
| Basilicata            | 81 068                      | 13 755                      | 8 206                       | 408                         | 103 437                     | 103 224              | 613              | 102 611            |
| Calabrie              | 322 870                     | 46 443                      | 26 819                      | 1 345                       | 397 477                     | 406 223              | 2 158            | 404 065            |
| Sicilia               | 696 969                     | 135 006                     | 68 771                      | 2 489                       | 903 235                     | 907 680              | 4 479            | 903 201            |
| Sardegna              | 158 162                     | 26 039                      | 19 703                      | 643                         | 204 547                     | 205 114              | 4 176            | 200 938            |
| Totale                | 7 062 118                   | 1 649 645                   | 868 456                     | 35 800                      | 9 616 019                   | 9 682 630            | 43 771           | 9 638 859          |

I valori nella parte sinistra della tabella sono riferiti alle liste delle prefetture al momento della chiusura delle iscrizioni. Dopo i ricorsi, i numeri risultarono leggermente variati (parte destra della tabella) e vennero esclusi i militari.
Questo grafico non è disponibile a causa di un problema tecnico.
Si prega di non rimuoverlo.
Percentuale degli elettori rispetto ai residenti.

## Candidati

Roma 1929: Facciata di Palazzo Braschi, sede della federazione fascista di Roma, il giorno prima delle elezioni del 1929.

I deputati erano scelti tra 1000 designati da enti e associazioni.
800 erano proposti da associazioni sindacali riconosciute e 200 da altri enti e associazioni nazionali.
| Associazione                                                                                                  | Designati |
| --- | --------- |
| Confederazione nazionale degli agricoltori                                                                    | 96        |
| Confederazione nazionale degli impiegati e operai dell'agricoltura                                            | 96        |
| Confederazione nazionale degli industriali                                                                    | 80        |
| Confederazione nazionale degli impiegati e operai dell'industria                                              | 80        |
| Confederazione nazionale dei commercianti                                                                     | 48        |
| Confederazione nazionale degli impiegati e operai del commercio                                               | 48        |
| Confederazione nazionale degli esercenti imprese di trasporti marittimi e aerei                               | 40        |
| Confederazione nazionale degli impiegati e operai dei trasporti marittimi e aerei                             | 40        |
| Confederazione nazionale degli esercenti imprese di trasporti terrestri e di navigazione interna              | 32        |
| Confederazione nazionale degli impiegati e operai dei trasporti terrestri e di navigazione interna            | 32        |
| Confederazione nazionale bancaria                                                                             | 24        |
| Confederazione nazionale degli impiegati bancari                                                              | 24        |
| Confederazione nazionale dei professionisti e degli artisti                                                   | 160       |
| Associazione generale fascista del pubblico impiego                                                           | 28        |
| Associazione nazionale fascista della scuola primaria                                                         | 10        |
| Associazione nazionale fascista dei ferrovieri                                                                | 5         |
| Associazione fascista dei postelegrafonici                                                                    | 2         |
| Associazione generale fascista degli addetti alle aziende industriali dello Stato                             | 2         |
| Accademie | 9         |
| Università, Istituti e Scuole superiori                                                                       | 30        |
| Istituti d'istruzione media, classica, scientifica, magistrale e tecnica, Regi e pareggiati; Istituti nautici | 15        |
| Istituti di Belle Arti                                                                                        | 2         |
| Istituto fascista di cultura                                                                                  | 3         |
| Società Dante Alighieri                                                                                       | 2         |
| Associazione nazionale combattenti                                                                            | 45        |
| Associazione nazionale fra mutilati e invalidi di guerra                                                      | 30        |
| Centro Nazionale Italiano                                                                                     | 8         |
| Lega navale italiana                                                                                          | 1         |
| Istituto coloniale fascista                                                                                   | 1         |
| Ente nazionale per la cooperazione                                                                            | 1         |
| Associazione fra le casse di risparmio italiane                                                               | 1         |
| Associazione fra le società italiane per azioni                                                               | 1         |
| Associazione nazionale fra i consorzi di bonifica e di irrigazione                                            | 1         |
| Touring Club Italiano                                                                                         | 1         |
| Comitato olimpico nazionale italiano                                                                          | 1         |
| Opera nazionale dopolavoro                                                                                    | 1         |
| Totale | 1000      |

I 400 deputati erano poi selezionati dal Gran consiglio del fascismo tra i designati da enti e da associazioni; la lista definitiva era sottoposta ad approvazione tramite plebiscito.

## Modalità di voto

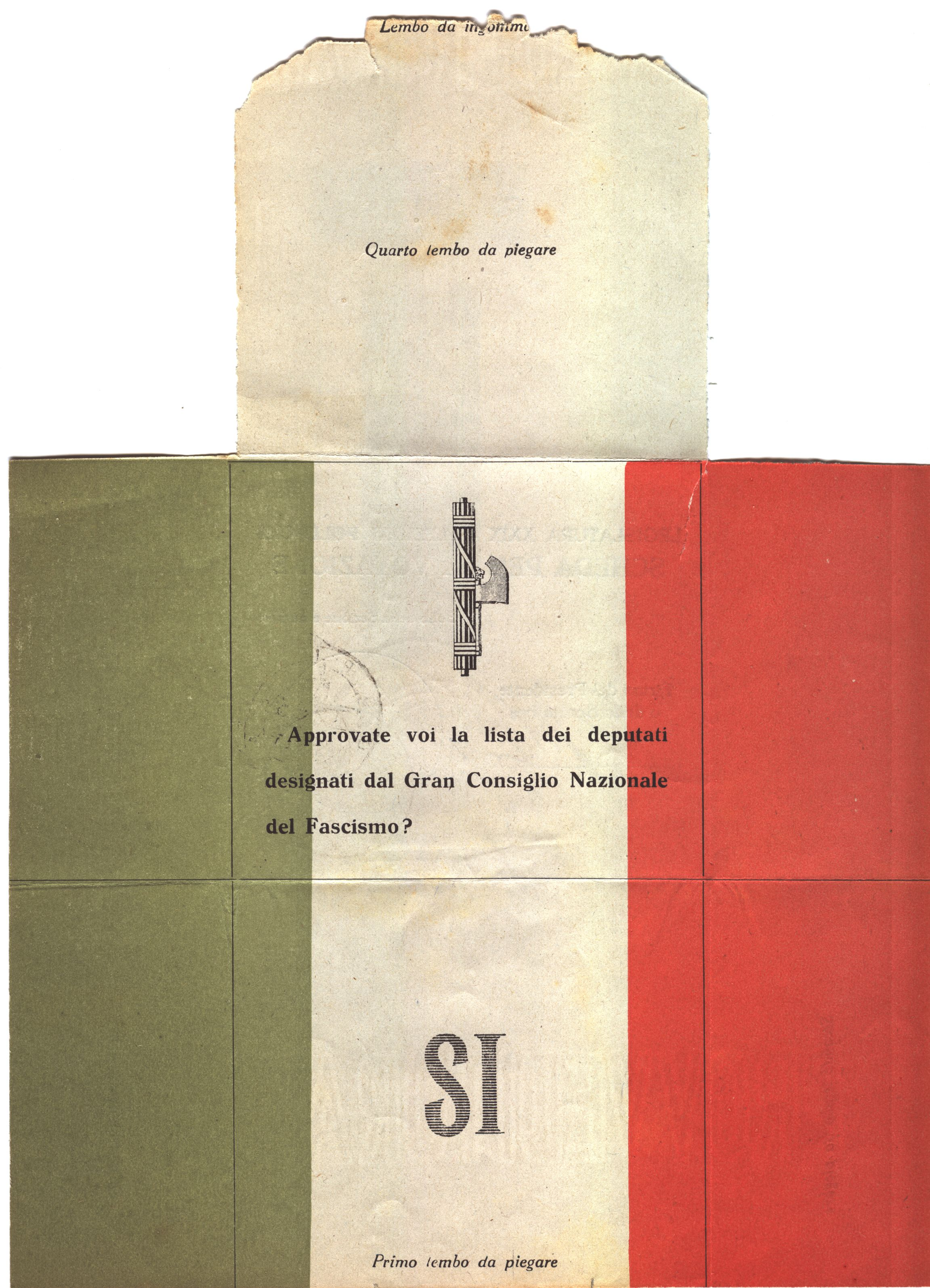
Scheda per il SÌ (fronte)

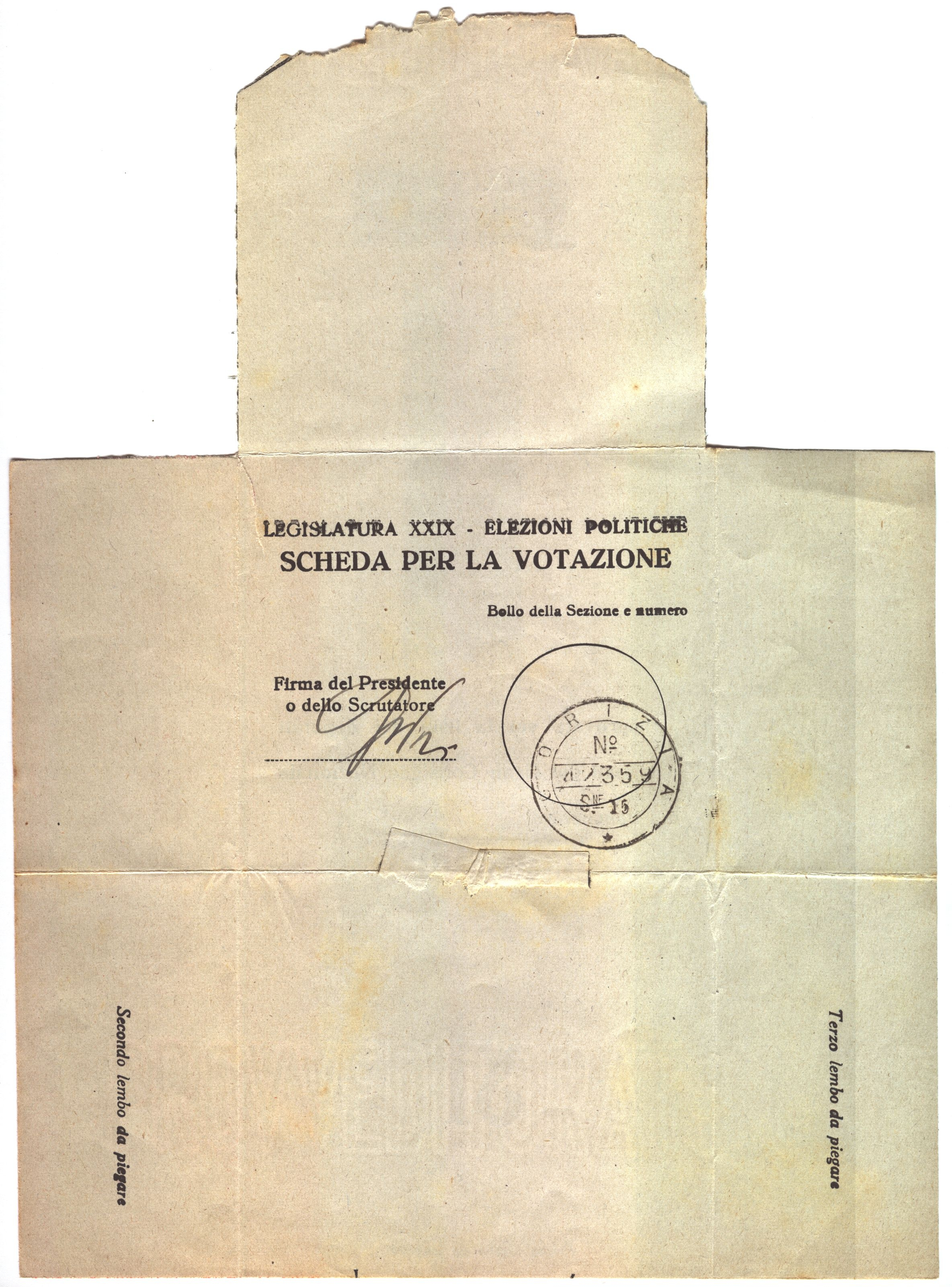
Scheda per il SÌ (retro)

La votazione si svolse in forma plebiscitaria. Gli elettori potevano votare SÌ o NO, per approvare o respingere in toto la lista dei deputati.
L'elettore veniva fornito di due schede di uguali dimensioni, bianche all'esterno, recanti all'interno la formula: "Approvate voi la lista dei deputati designati dal Gran Consiglio Nazionale del Fascismo?"; nella scheda con il SÌ l'interno era anche corredato da due bande tricolori, in quella con il NO la scheda si presentava bianca.
L'elettore doveva al momento del voto raccogliere entrambe le schede; all'interno della cabina elettorale si trovava una prima urna dove l'elettore lasciava la scheda scartata, per poi consegnare nelle mani degli scrutatori la scheda prescelta, affinché questi si assicurassero che essa fosse "accuratamente sigillata". Questo farraginoso sistema aveva di fatto un effetto inibitorio verso l'elettore, che non poteva avere una certezza assoluta sulla segretezza del voto, proprio a causa di quest'ultimo passaggio, anche se formalmente la legge sembrava garantire il voto segreto.
L'elettore comunque poteva anche annullare la scheda tricolore se non avesse voluto votare a favore.
Nel caso teorico di vittoria dei NO, si sarebbero dovute ripetere le elezioni, con l'ammissione di altre liste proposte da enti o associazioni autorizzati dalla legge, con almeno 5000 firmatari aventi diritto al voto (Regio decreto nº 1993 del 2 settembre 1928, in particolare l'art. 88).

## Risultati
| Scelta               | Scelta               | Voti      | %     |
| -------------------- | -------------------- | --------- | ----- |
|                      | Sì                   | 8.517.838 | 98,43 |
|                      | No                   | 135.773   | 1,57  |
| Totale               | Totale               | 8.653.611 |       |
| Schede bianche/nulle | Schede bianche/nulle | 8.209     |       |
| Votanti              | Votanti              | 8.661.820 | 89,86 |
| Elettori             | Elettori             | 9.638.859 |       |

### Partecipazione al voto
| Compartimento         | Iscritti  | Votanti   | Votanti | Sì        | Sì    | No      | No   | Nulli  | Nulli |
| Compartimento         | Iscritti  | Numero    | %       | Numero    | %     | Numero  | %    | Numero | %     |
| --------------------- | --------- | --------- | ------- | --------- | ----- | ------- | ---- | ------ | ----- |
| Piemonte              | 947 801   | 810 437   | 85,51   | 788 675   | 97,31 | 20 881  | 2,58 | 881    | 0,11  |
| Liguria               | 339 190   | 293 351   | 86,49   | 281 696   | 96,03 | 11 217  | 3,82 | 438    | 0,15  |
| Lombardia             | 1 334 434 | 1 212 930 | 90,89   | 1 172 962 | 96,71 | 37 128  | 3,06 | 2 840  | 0,23  |
| Venezia Tridentina    | 159 522   | 120 586   | 75,59   | 112 502   | 93,30 | 7 902   | 6,55 | 182    | 0,15  |
| Veneto                | 947 923   | 798 989   | 84,29   | 777 324   | 97,29 | 20 587  | 2,58 | 1 078  | 0,13  |
| Venezia Giulia e Zara | 221 347   | 191 008   | 86,29   | 186 788   | 97,79 | 4 080   | 2,14 | 140    | 0,07  |
| Emilia                | 801 466   | 739 143   | 92,22   | 722 942   | 97,81 | 14 843  | 2,01 | 1 358  | 0,18  |
| Toscana               | 745 793   | 695 674   | 93,28   | 688 047   | 98,90 | 7 251   | 1,04 | 376    | 0,06  |
| Marche                | 271 227   | 247 913   | 91,40   | 245 983   | 99,22 | 1 665   | 0,67 | 265    | 0,11  |
| Umbria                | 160 240   | 145 218   | 90,63   | 143 378   | 98,73 | 1 783   | 1,23 | 57     | 0,04  |
| Lazio                 | 465 345   | 420 930   | 90,46   | 417 734   | 99,24 | 3 020   | 0,72 | 176    | 0,04  |
| Abruzzi e Molise      | 355 989   | 320 394   | 90,00   | 319 685   | 99,78 | 616     | 0,19 | 93     | 0,03  |
| Campania              | 784 436   | 700 791   | 89,34   | 698 262   | 99,64 | 2 417   | 0,34 | 112    | 0,02  |
| Puglie                | 493 331   | 472 509   | 95,78   | 472 336   | 99,96 | 165     | 0,04 | 8      | 0,00  |
| Basilicata            | 102 611   | 97 310    | 94,83   | 97 299    | 99,99 | 10      | 0,01 | 1      | 0,00  |
| Calabrie              | 404 065   | 377 090   | 93,32   | 376 998   | 99,98 | 74      | 0,02 | 18     | 0,00  |
| Sicilia               | 903 201   | 837 013   | 92,67   | 836 077   | 99,89 | 861     | 0,10 | 75     | 0,01  |
| Sardegna              | 200 938   | 180 534   | 89,85   | 179 150   | 99,23 | 1 273   | 0,71 | 111    | 0,06  |
| Totale                | 9 638 859 | 8 661 820 | 89,86   | 8 517 838 | 98,34 | 135 773 | 1,57 | 8 209  | 0,09  |

Questo grafico non è disponibile a causa di un problema tecnico.
Si prega di non rimuoverlo.
Percentuale dei votanti rispetto al numero degli aventi diritto al voto.

### Eletti
I 400 eletti comprendevano:
- 201 nuovi deputati
- 197 deputati uscenti riconfermati

La composizione della Camera dei Deputati della XXVIII Legislatura del Regno d'Italia.

- 2 deputati che avevano già ricoperto la carica (uno nella XXIV e l'altro nella XXVI legislatura).

È disponibile anche una classificazione approssimativa dei deputati eletti per professione.
| Professione                                          | 1929 | 1924 |
| ---------------------------------------------------- | ---- | ---- |
| Avvocati e procuratori                               | 86   | 246  |
| Presidenti e vicepresidenti di enti nazionali        | 62   | 0    |
| Professori e insegnanti                              | 50   | 49   |
| Agricoltori e contadini                              | 44   | 5    |
| Pubblicisti e giornalisti                            | 39   | 42   |
| Industriali, negozianti e commercianti               | 28   | 19   |
| Funzionari e impiegati                               | 16   | 10   |
| Ingegneri                                            | 14   | 25   |
| Militari                                             | 12   | 19   |
| Laureati e diplomati                                 | 7    | 21   |
| Medici                                               | 6    | 17   |
| Ragionieri                                           | 6    | 11   |
| Artisti, pittori, ceramisti                          | 5    | 0    |
| Operai in genere                                     | 5    | 12   |
| Consiglieri di Stato                                 | 4    | 4    |
| Organizzatori                                        | 4    | 6    |
| Armatori, capitani marittimi e agenti di navigazione | 3    | 2    |
| Banchieri                                            | 2    | 0    |
| Geometri                                             | 2    | 2    |
| Magistrati                                           | 2    | 1    |
| Notai                                                | 2    | 2    |
| Proprietari                                          | 1    | 9    |
| Professione non indicata                             | 0    | 29   |
| Totale                                               | 400  | 531  |

## Irregolarità denunciate dalla stampa antifascista all'estero
Il periodico socialista Avanti!, pubblicato all'epoca a Parigi, denunciò diverse irregolarità verificatesi durante le elezioni plebiscitarie, esponendo inoltre almeno due espedienti con cui i fascisti vanificarono la segretezza del voto:
- gli elettori furono avvertiti che avrebbero dovuto mettersi in tasca la scheda scartata, raccomandando esplicitamente che avrebbe dovuto essere quella del "no", e consegnarla come "biglietto d'uscita" ai militi fascisti appostati all'ingresso dei seggi, lasciando intendere che se fossero stati trovati con la scheda del "Sì" (che implicava necessariamente il voto opposto) oppure senza la scheda scartata ne avrebbero pagato le conseguenze;[4][5]
- gli scrutinatori, nel controllare se la scheda fosse accuratamente sigillata, potevano distinguere le schede del "Sì" e del "No" esaminandole in controluce anche senza aprirle dal momento che all'interno quella del "Sì" aveva dei colori molto accesi (mentre l'altra era bianca), e inoltre vi erano altre leggere differenze (relative al timbro e alla firma del presidente del seggio) che le rendevano distinguibili.[6]

Lo stesso Avanti! mise in dubbio l'attendibilità dei risultati ufficiali divulgati dal governo, esprimendo la convinzione che le cifre in questione fossero inventate e già prestabilite dallo stesso Mussolini. Anche lo storico britannico Denis Mack Smith, nella sua Storia d'Italia dal 1861 al 1997, ritiene «sospette e improbabili», se non addirittura una possibile «invenzione», le cifre ufficiali dei "no" alle elezioni plebiscitarie del 1929 e del 1934, «visto il numero di poliziotti distribuiti sul territorio per reprimere qualsiasi manifestazione di dissenso». Lo storico Giordano Bruno Guerri riporta che vi fu anche chi pensò che «i voti contrari fossero falsi, per far credere alla libertà di voto».
In ogni caso, secondo la stampa di opposizione, si verificarono molte irregolarità, soprattutto nel meridione, dove poteva capitare che i presidenti del seggio votassero per tutti gli iscritti, a prescindere che si fossero presentati o meno al seggio. Secondo l'Avanti! in alcune sezioni le schede gettate nelle urne furono molte di più del numero degli elettori iscritti, ed esse furono eliminate dallo scrutinio o lasciate con la giustificazione che si trattasse di elettori ammessi a votare dalla corte d'appello all'ultimo momento. Lo storico Giorgio Candeloro confermò tale tesi, riportando che «in alcune delle regioni il numero dei votanti superò quello degli iscritti, come avvenne in Basilicata, dove i votanti furono il 103,7 per cento, e in Calabria furono 105,86 per cento».
Le elezioni si svolsero inoltre in un clima intimidatorio. In diversi centri abitati gli elettori furono prelevati dalle loro abitazioni e condotti forzatamente a votare dagli squadristi fascisti, come accadde ad esempio con i cittadini di etnia croata di Pisino. I dipendenti delle fabbriche e delle aziende agricole e commerciali, nonché gli iscritti ai sindacati, furono avvisati dai loro datori di lavoro che in caso di astensione o di voto contrario sarebbero stati licenziati e denunciati alle autorità competenti.